# Scheidung vor der Ehe
Scheidung vor der Ehe (Originaltitel: Honeymoon Hate) ist eine US-amerikanische Stummfilmkomödie aus dem Jahr 1927 von Luther Reed mit Florence Vidor und Tullio Carminati in den Hauptrollen. Das Drehbuch basiert auf der Kurzgeschichte Honeymoon Hate von Alice Muriel Williamson.

## Handlung
Gail Grant, die ungestüme Tochter eines Stahlmagnaten aus Pittsburgh, kommt in einem Hotel in Venedig an und verlangt die Imperial Suite. In London glaubt George Banning-Green, ihr hartnäckiger Bewunderer, dass sie nach Berlin gereist ist. 
Auf der Suche nach passenden Möbeln für die Suite begibt sich Gail mit dem Hotelmanager zum Palast des Fürsten Dantarini, der das Mobiliar seiner Villa verkauft. Dantarini willigt ein, Gails Reiseführer in Venedig zu sein. Als er ihr in seinem Garten einen Heiratsantrag macht, akzeptiert sie. Ihre Hochzeitsreise muss wegen eines Geschäftstermins verschoben werden. Es kommt zum Streit und Gail schließt sich im Schlafzimmer ein, während der Fürst sich ruhig zum Abendessen hinsetzt. 
Nachdem sie ihren Plan bekannt gegeben hat, sich von ihm scheiden zu lassen, trifft Gail auf Banning-Green und stellt ihn ihrem Ehemann vor, woraufhin Dantarini heftig eifersüchtig wird. Als er ihr jedoch ihre Freiheit anbietet, wird ihr Wille gebrochen und ein Wort von Banning-Green schickt sie einander in die Arme.

## Hintergrund
Der Film wurde in die Liste der verlorenen US-Stummspielfilme der Library of Congress aufgenommen.

## Veröffentlichung
Die Premiere des Films fand am 3. Dezember 1927 statt. 1928 kam er im Deutschen Reich in die Kinos, in Österreich am 4. Januar 1929.